# Tokage no ō
Tokage no ō (トカゲの王?) è una serie di light novel scritta da Hitoma Iruma e illustrata da Buriki, pubblicata da ASCII Media Works a partire dal 10 luglio 2011. Da essa è stato tratto un manga in 15 capitoli, serializzato da ASCII Media Works sulla rivista Dengeki Maoh dal 27 aprile 2012 al 27 giugno 2013 e in seguito raccolto in tre volumi tankōbon.

## Trama
Tokage Ikigawa è un giovane con l'abilità di poter cambiare il colore degli occhi a suo piacimento. Una sera, mentre si trova a gironzolare nel palazzo abbandonato in cui è solito recarsi, rimane imbrigliato in una lotta tra gruppi di assassini e dovrà riuscire a sopravvivere alla notte che gli si prospetta cercando un modo per uscire dal palazzo. 

## Personaggi
- Tokage Ikigawa: giovane delle medie con il potere di cambiare il colore degli occhi, per caso rimarrà coinvolto in una lotta di assassini.
- Ryo Sugamo: ragazza di cui Tokage era innamorato, pare ossessionata dagli occhi del ragazzo, tanto da voler far qualsiasi cosa per ottenerne almeno uno.
- King fisher: un assassino con il potere di tagliare le cose. È spietato e cinico, con i capelli biondi e una mantella con cappuccio vecchia elogora.
- Water strider
- Slug:un'assassina
- Snake:assassino che viene trovato in fin di vita da Tokage.
- Frog:un'assassina, compagna di Slug e Snake.

## Media

### Manga
| Nº | Giapponese 「Kanji」 - Rōmaji | Data di prima pubblicazione            | Data di prima pubblicazione |
| Nº | Giapponese 「Kanji」 - Rōmaji | Giapponese                             |                             |
| 1  | 「トカゲの王」 - Tokage no ō 1 | 27 ottobre 2012 ISBN 978-4-04-891052-1 |                             |
| 1  | Capitoli - 01. The start of a delusional middle schooler trying to repaint the world - 02. A too long Prologue 1 - 03. A too long Prologue 2 - 04. A too long Prologue 3 - 05. A too long Prologue 4 |                                        |                             |
| 2  | 「トカゲの王」 - Tokage no ō 2 | 27 aprile 2013 ISBN 978-4-04-891540-3  |                             |
| 2  | Capitoli - 06. A too long Prologue 5 - 07. A too long Prologue 6 - 08. A too long Prologue 7 - 09. A too long Prologue 8 - 10. A too long Prologue 9                                                 |                                        |                             |
| 3  | 「トカゲの王」 - Tokage no ō 3 | 27 agosto 2013 ISBN 978-4-04-891841-1  |                             |
| 3  | Capitoli - 11. A too long Prologue 10 - 12. A too long Prologue 11 - 13. A too long Prologue 12 - 14. A too long Prologue 13 - 15. Climax - Tokage no ō-sama [end]                                   |                                        |                             |